# Royal Oak (Metropolitano de Londres)
Royal Oak é uma estação do Metrô de Londres, nas linhas Hammersmith & City e Circle, entre as estações Westbourn Park e Paddington. A estação fica na Lord Hill's Bridge e está na Zona 2 do Travelcard. Embora não seja muito utilizada em outros horários, a estação fica extremamente movimentada durante o Carnaval de Notting Hill anual. É classificada como uma "estação local" no esboço de desenvolvimento "Fit for the Future" da Transport for London.
A estação foi inaugurada em 30 de outubro de 1871, embora a extensão da Metropolitan Railway para Hammersmith tenha sido inaugurada em 1864. A estação tem o nome de um pub próximo, "The Royal Oak" (mais tarde "The Railway Tap" e agora "The Porchester"). Existiu um pequena quiosque de jornal junto à bilheteira entre as décadas de 1950 e 1986, altura em que foi encerrado para dar lugar às máquinas de venda de bilhetes necessárias ao Sistema de Bilhetagem do Metrô (UTS).

## História

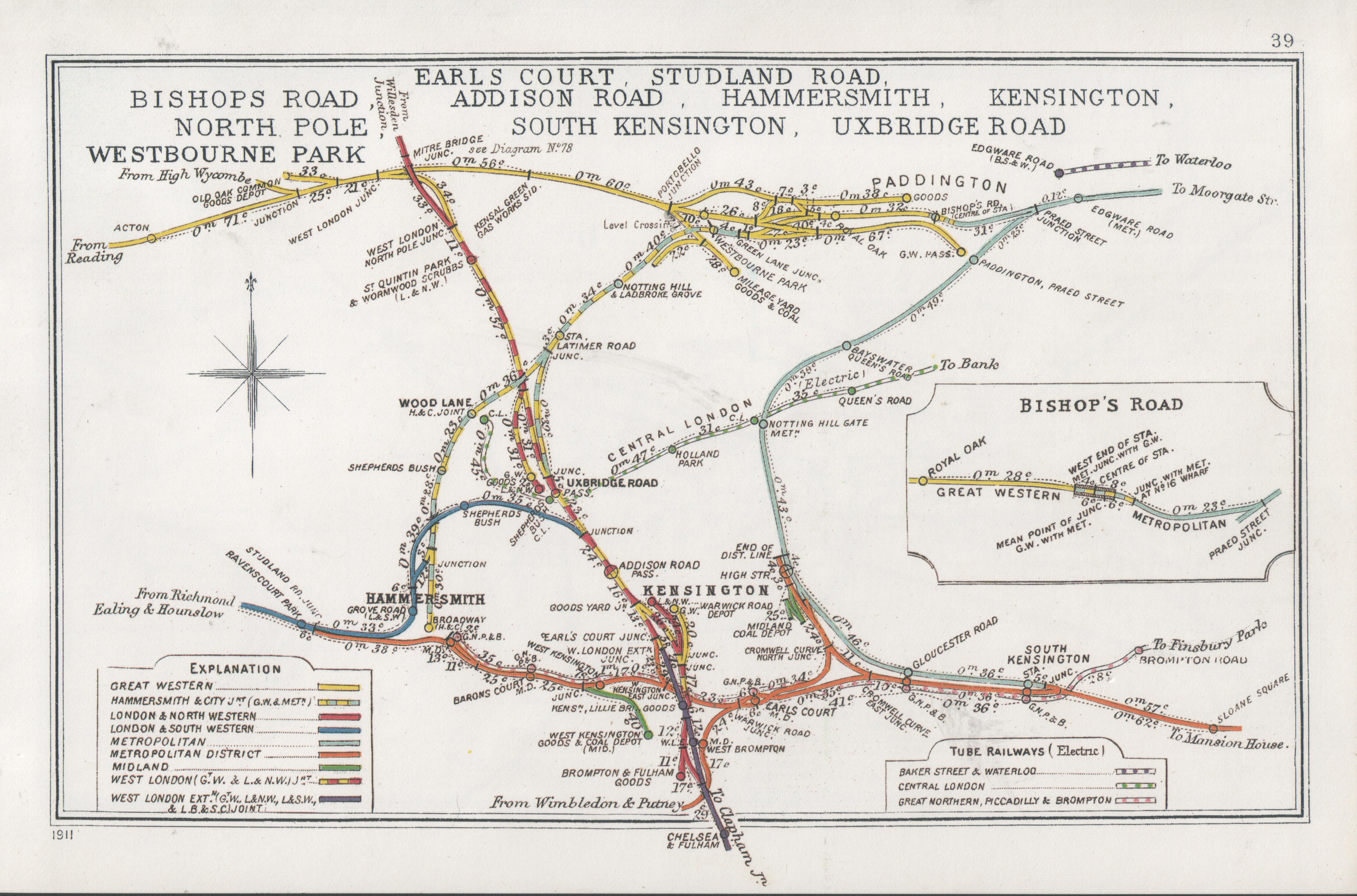
Um mapa da Railway Clearing House de 1911, mostrando a linha principal GWR de Paddington a Acton (amarelo), a Hammersmith & City Railway (amarelo e azul) e outras ferrovias nas proximidades de Royal Oak (à direita do centro superior)

### A estação
Quando a linha principal da Great Western Railway (GWR) foi inaugurada em junho de 1838, a primeira parada fora de Paddington foi em West Drayton, a 13 milhas 18 correntes (21,28 km) de Paddington. As estações intermediárias foram abertas ao longo dos anos, e a primeira parada tornou-se mais próxima de Paddington: uma estação em Ealing Broadway ( 5 milhas 58 correntes (9,21 km) de Paddington) foi inaugurada em dezembro de 1838, e um na Acton Main Line (4 milhas 19 correntes (6,82 km) de Paddington) em 1868. Nesse ínterim, a Hammersmith and City Railway foi inaugurada de Green Lane Junction (perto do atual Westbourne Park) para Hammersmith em 13 de junho de 1864, com a primeira parada nessa rota originalmente em Ladbroke Grove, 1 milha 61 correntes (2,84 km) fora, embora um tenha sido inaugurado em Westbourne Park (1 milha 22 correntes (2,05 km) fora) em 1866.
Um acordo entre a GWR e a Metropolitan Railway (que era coproprietária da Hammersmith & City com a GWR desde 1867) entrou em vigor em 1 de julho de 1868, embora só tenha se tornado legal no ano seguinte. Nos termos do acordo, várias melhorias deveriam ser feitas; estes incluíram o fornecimento de uma estação em Royal Oak e a reconstrução de Westbourne Park. Em 30 de outubro de 1871, a estação em Royal Oak foi inaugurada, a 53 correntes (1,1 km) fora; estava situada entre Ranelagh Bridge e Lord Hill's Bridge, e o acesso era feito por esta última. Conforme construído originalmente, tinha três faces de plataforma; um para trens descendentes e dois, de cada lado de uma ilha, para trens ascendentes. Foi servido tanto pela linha principal quanto pelos trens Hammersmith & City e, por mais de sessenta anos, esta foi a primeira parada fora de Paddington para os trens da linha principal; continua sendo a primeira parada dos serviços da Hammersmith & City.
Durante a quadruplicação da Great Western Main Line (GWML) em 1878, um mergulho, conhecido como Subway Tunnel, foi construído entre Royal Oak e Westbourne Park. Para acomodar a via adicional da linha principal, foi necessário reduzir a estação Royal Oak a duas faces da plataforma; a antiga plataforma de descida foi removida (seu trilho tornou-se a principal de subida), e a sul das duas antigas plataformas de subida tornou-se a plataforma de descida.
Os trens ao longo do GWML deixaram de fazer escala em Royal Oak a partir de 1 de outubro de 1934, mas o serviço Hammersmith & City permaneceu. A propriedade da estação não foi transferida para a London Transport até 1 de janeiro de 1970. A primeira parada GWML fora de Paddington é atualmente a Acton Main Line.

### Depósito de Ranelagh Bridge
Havia um depósito de locomotivas em Westbourne Park desde 1855, que foi substituído pelo pátio de Old Oak Common em 1906. Para evitar a necessidade de locomotivas percorrerem a viagem de ida e volta de 6 milhas (9,7 km) de Paddington apenas para serem virados, carbonizados e molhados, uma pequena instalação de manutenção para locomotivas foi construída no lado sul da linha, no lado oposto da estação Royal Oak, que ocupava parte do local do Westbourne Lodge e seus terrenos. Era conhecido como depósito de Ranelagh Bridge e foi inaugurado em 1907. A plataforma giratória foi removida em abril de 1964 e as instalações do depósito foram alteradas para se adequar às locomotivas a Diesel; o depósito fechou em 1980.

### Proposta de estação rodoviária
No final de 2018, os moradores ficaram sabendo que Royal Oak estava sendo considerada como um possível local para um novo terminal rodoviário para substituir a Victoria Coach Station, a ser construída em terras ao norte da estação (anteriormente usada para máquinas de manuseio de solo usadas na construção dos túneis Crossrail próximos). Isso foi fortemente contestado pelos principais partidos políticos de Westminster, dada a capacidade limitada da estação de metrô Royal Oak e outras ligações de transporte locais, e a natureza predominantemente residencial da área.

## Na cultura popular
- A estação aparece no filme Kidulthood de 2006.[35]
- Lord Hills Bridge é mencionada na música "Nature Springs" do álbum The Good, the Bad & the Queen .[36]
- Royal Oak é mencionada no romance Chatterton de Peter Ackroyd de 1987 (Parte I, Capítulo 4)

## Conexões
A estação é servida pelas rotas dos ônibus de Londres.